# Судівка (Дніпровський район)
Су́дівка — село в Україні, в Петриківській селищній громаді Дніпровського району Дніпропетровської області. Населення за переписом 2001 року становить 6 осіб.

## Географія
Село Судівка знаходиться на правому березі річки Оріль (нове річище), на відстані 2 км від сіл Сорочине і Шульгівка.

## Населення

### Мова
Розподіл населення за рідною мовою за даними перепису 2001 року::
| Мова       | Кількість | Відсоток |
| ---------- | --------- | -------- |
| українська | 6         | 100%     |